# Zottiger Fichtenborkenkäfer
Der Zottige Fichtenborkenkäfer (Dryocoetes autographus) ist ein Rüsselkäfer aus der Unterfamilie der Borkenkäfer (Scolytinae). Da er seine Brutsysteme in der Rinde der Wirtsbäume anlegt, wird er den Rindenbrütern zugerechnet.

## Merkmale
Die Käfer werden 3 bis 4,3 Millimeter lang und haben einen dunkelbraunen bis rotbraunen, dicht abstehend behaarten Körper. Der Kopf ist von oben nicht sichtbar. Die Augen sind nierenförmig ausgebildet. Der Halsschild ist gleichmäßig gewölbt, einheitlich strukturiert, vorne mit reibeisenartiger Struktur und hinten punktiert. Es verdeckt von oben gesehen den Kopf. Die mit deutlichen Punktreihen versehenen Flügeldecken gehen in einen gerundeten Absturz über. Die Zwischenräume der Punktreihen sind fein punktiert und mit Reihen langer, gelber, abstehender Haare besetzt. Die Fühlerkeule ist mit zwei Nähten versehen und flachgedrückt, die Fühlergeißel ist fünfgliedrig. Das dritte Fußglied ist zylindrisch geformt.

## Verbreitung
Die Art ist in Europa verbreitet.

## Lebensweise
Dryocoetes autographus kommt an Fichten (Picea), Kiefern (Pinus), seltener an Weißtanne (Abies alba) und Europäischer Lärche (Larix decidua) vor. Das Fraßbild ist verworren. Kurze, unregelmäßige, gebogene, spornförmige, zuweilen erweiterte Muttergänge und wirre, geschlängelte Larvengänge sorgen dafür, dass kein klares Fraßbild zu erkennen ist. Es gibt ein bis zwei Generationen im Jahr, deren Flugzeiten im Mai und Juli liegen. Die Tiere leben monogam.
Die Käfer treten stark sekundär auf, was bedeutet, dass fast ausschließlich geschwächte oder geschädigte Wirtspflanzen, wie sie häufig nach Wurf- und Bruchereignissen vorzufinden sind, besiedelt werden. Die Käfer können durch Benagen junger Waldbäume ähnlich wie der Fichtenrüsselkäfer (Hylobius abietis) oder der Schwarze Kiefernbastkäfer (Hylastes ater) Rindenverletzungen anrichten. Diese können in Nadelwaldpflanzungen wirtschaftliche Schäden (Absterben der Jungpflanzen) nach sich ziehen.

## Systematik

### Synonyme
Aus der Literatur sind für Dryocoetes autographus folgende Synonyme bekannt:
- Bostrichus autographus Ratzeburg, 1837
- Bostrichus septentrionis Mannerheim, 1843
- Bostrichus semicastaneus Mannerheim, 1852
- Bostrichus victoris Mulsant & Rey, 1853
- Dryocoetes hectographus Reitter, 1913
- Dryocoetes americanus Hopkins, 1915
- Dryocoetes pseudotsugae Swaine, 1915
- Dryocoetes suecicus Eggers, 1923
- Dryocoetes artepunctatus Eggers, 1941
- Dryocoetes polonicus Karpinski, 1948
- Dryocoetes sachalinensis Sokanovskiy, 1960
- villosus auct.